# Verzorgingsplaats Staeldiep
Verzorgingsplaats Staeldiep is een Nederlandse verzorgingsplaats, gelegen in oostelijke richting langs de A15 bij Europoort en Rozenburg in de gemeente Rotterdam. De verzorgingsplaats ligt net voor de aansluiting met de N57 en de Burgemeester Thomassentunnel.
Staeldiep was de naam van het binnenwater op deze locatie in de 18e eeuw. Het water dat in de nabijheid stroomt is het Hartelkanaal.
Richting Bemmel:
Staeldiep · 
Portland · 
Ridderkerk · 
Steenenhoek · 
Veenbult · 
Molenkamp · 
De Mark · 
Overbroek · 
Leigraaf
Richting Maasvlakte:
Varakker ·
Eigenblok ·
Den Bout · 
Alblasserdam